# Molophilus (Molophilus) occidentalis
Molophilus (Molophilus) occidentalis is een tweevleugelige uit de familie steltmuggen (Limoniidae). De soort komt voor in het Australaziatisch gebied.